# Championnat national des bagadoù 2014
 (novembre 2014).
Le championnat national des bagadoù 2014 est la 65e édition de ces rencontres annuelles de musique bretonne. La fédération Bodadeg ar sonerion organise tous les ans depuis 1949 un championnat regroupant les bagadoù adhérents à la fédération.

## Première catégorie

### Préparation
Le championnat de première catégorie se déroule en deux manches dans les mêmes lieux que les éditions précédentes, la première étant organisée le 2 mars 2014 à Brest, et la seconde le 2 août 2014 à Lorient. Le champion en titre et lauréat de 21 des 65 championnat, le Bagad Kemper, fait figure de principal favori, alors que la région de la Cornouaille regroupe à elle-seule six des quinze participants. Parmi les autres prétendants sérieux au titre figurent le bagad Cap Caval et le bagad Brieg venant de Cornouaille, ainsi que la Kevrenn Alre et le Bagad Roñsed-Mor venant eux du Morbihan. Les observateurs attendent aussi les résultats du Bagad Melinerion, en progression constante les années passées.
Au niveau de la composition des groupes de première catégorie, le Bagad Pañvrid retrouve la première catégorie après y avoir déjà évolué en 2005 et en 2010 ; il est accompagné du Bagad Sonerien An Oriant, ces deux groupes s'étant placés respectivement 1er et 2e en seconde catégorie lors de l'édition précédente. Ils prennent la place du Bagad Sonerien Bro Dreger et du Bagad Plougastell, qui descendent eux en seconde catégorie après leurs mauvaises performances de l'année passée. Les deux promus visent tous deux le maintien dans l'élite,.
Plusieurs ensembles doivent faire face à des changements dans leurs directions, comme le Bagad Melinerion qui voir arriver à sa présidence son ancien penn-soner Étienne Chouzier, le bagad Brieg qui enregistre l'arrivée de Gwenn Louboutin à ce poste, ou la Kevrenn Alré qui enregistre le retour de Fabrice Lothodé comme penn-soner après avoir été dirigée pendant deux saisons par Julien Le Blé.

### Épreuve de mars à Brest

Répartition des différents terroirs pour 2014 :
Première catégorie
Seconde et quatrième catégories
Troisième catégorie

Le concours a eu lieu dans la salle du Quartz à Brest le 2 mars 2014. Plus de 750 sonneurs se succèdent alors devant plus de 1 500 spectateurs. Chacun des 15 bagadoù participant présente une suite d'une dizaine de minutes, dont la moitié composée de danses, tirées cette année du terroir Trégor, Plinn et Goëlo (Bro Dreger, Fañch et Goueloù). L'épreuve est par ailleurs retransmise comme lors des éditions précédentes sur internet par la chaine de télévision France 3 Bretagne, celle-ci ayant enregistré 50 000 connections sur son site en 2013
Le Bagad Cap Caval remporte la manche avec une moyenne de 16,77 ainsi que les prix batterie et Anne-de-Bretagne pour la note d'ensemble, devançant le tenant du titre, le Bagad Kemper, qui affaiblis pas l'absence de plusieurs de ses cadres, obtient la note de 16,62. Le Bagad du Moulin-Vert de Quimper créé la surprise en occupant la troisième place du podium, ce qui en fait un podium uniquement Sud-finistérien, de même que le bagad Melinerion de Vannes qui finit à une bonne cinquième place et qui annonce viser le podium à l'issue de l'épreuve d'été.
Plus bas de le classement, le Bagad Penhars finit à une 12e place, pénalisé par une puissance sonore plus faible que ses concurrents, causé par un nombre plus réduit de musiciens sur scène.

### Épreuve d'été à Lorient
Les épreuves se déroulent lors du Festival interceltique de Lorient 2014

## Deuxième catégorie

### Préparation
Après une période de réflexion, le Bagad Konk Kerne accepte de concourir en deuxième catégorie après avoir terminé champion de la catégorie inférieure en 2013. Il est accompagné dans cette remontée par le Bagad Pays des Abers, qui a terminé 3e du championnat de troisième catégorie 2013 et qui profite de la deuxième place du Bagad Glazik. Le Bagad Plougastell et le Bagad Sonerien Bro Dreger, ayant terminé 14e et 15e du championnat de première catégorie en 2013, rejoignent cette année la deuxième catégorie. Le Bagad Karaez est de retour en championnat, après le projet Zebra & Bagad Karaez pour lequel il avait préféré se concentrer une année. Ce dernier, qui vise par ailleurs la première moitié de tableau, inaugure un nouveau costume pour cette édition.

### Épreuve d'avril à Vannes
La première manche du concours a lieu le 6 avril au Palais des Arts de Vannes. Cette année-là, le Centre-Bretagne est à l'honneur puisqu'il s'agit, comme pour la quatrième catégorie, des répertoires Meneziou, Fisel et Kost ar C'hoad. Tous les bagadoù participent à la première épreuve. Des chanteurs de kan ha diskan sont autorisés à monter sur scène, invités par certaines formations. Le Bagad Plougastell devance à nouveau ses concurrents de 2e catégorie, à savoir le Bagad Beuzeg Ar C'hap et le Bagad Karaez. En effet, depuis 2007, il a à chaque fois remporté le concours à chacune de ses participations.

### Épreuve d'août à Lorient
Même s'il n'en a pas fait lui-même l'annonce, le Bagad de Cesson-Sévigné est absent de l'ordre de passage des concours d'été et ne devrait donc pas concourir.

## Troisième catégorie

### Préparation
La Kevrenn Brest Sant Mark voit arriver un nouveau penn sonneur à sa tête, âgé de 20 ans.
Le Bagad Ergue Armel, en raison de sa création "gavot" à l'occasion de son 60e anniversaire, ne participe pas à l'ensemble du concours.

### Épreuve de printemps à Saint-Brieuc
Le concours a lieu le 30 mars, pour la quatrième année consécutive à Saint-Brieuc, dans la salle Hermione. L'épreuve regroupe environ 500 musiciens sur scène, et chacun des douze groupes qualifiés doit présenter une suite de dix minutes environ inspirée du terroir gallo-vannetais.
Douze des quatorze groupes de la catégorie ont participé à cette première manche.
Le bagad Keriz de Clichy (Hauts-de-Seine) se classe en tête, suivi par le Bagad Naoned puis le Bagad Glazik de Quimper.

### Épreuve de juillet à Quimper
La seconde manche a eu lieu le samedi 26 juillet à Quimper, lors du Festival de Cornouaille. Malgré un concours intéressant grâce à l'"excellent niveau" des différents groupes, l'épreuve s'est déroulée à l'écart du centre-ville dans la cour du collège Saint-Yves.
Le bagad Glazik Kemper, vivier de formation du Bagad Kemper, termine premier de cette phase, à 0,09 point devant le bagad Keriz, suivis des bagad de Nantes (3e) et Camors (4e).
Les résultats sont proclamés à 19 h sous le chapiteau archi-comble du Festival de Cornouaille, installé place Saint-Corentin.
Au classement général, le bagad Keriz arrive premier, remportant le titre de Champion de Bretagne de 3e catégorie, suivi du Glazik et de Nantes. Keriz et Nantes sont donc conviés à rejoindre la deuxième catégorie pour la saison prochaine.
À noter qu'à la suite d'une erreur dans le comptage des points, le bagad Glazik Kemper s'est vu remettre le prix Anne de Bretagne malgré sa 3e place en ensemble, et ce au détriment du bagad Keriz.

## Quatrième catégorie

### Préparation
Vingt groupes sont inscrits pour les épreuves de quatrième catégorie, dont deux bagadoù venant de l'extérieur de la Bretagne, l'un d'Auvergne (le Bagad Avel Mor de Roanne) et l'autre de Normandie (la Kevrenn An Daou Loupard de Vire-Saint-Lô), pour un total d'environ 500 musiciens.
Le bagad Osismi de Spézet concourt pour la première fois dans cette catégorie. Sont également montés le bagadig Roñsed-Mor de Locoal-Mendon et le bagad Bro Foën.
Le bagad Aùel Douar change de Penn sonneur.

### Épreuve de printemps à Pontivy
Pour la première épreuve, qui a lieu le dimanche 2 février au Palais des Congrès de Pontivy, les groupes doivent jouer des compositions incluant plusieurs airs et terroirs imposés. En plus de Boked Eured, un chant traditionnel joué lors de mariages, les groupes doivent inclure dans une suite de sept minutes des airs des terroirs Montagne (région de Carhaix), Fisel (pays de Rostrenen), et Kost ar C'hoad, (de Silfiac à Mellionnec). Le bagad Marionig Bro ar Faoued choisit pour cette épreuve de reprendre des airs empruntés au bagad Bleimor, dont deux sonneurs jouent alors dans cette formation.
Dans la première poule, avec des notes allant de 17,61 à 15,24, le bagad Kombrid, le bagadig Melinerion, et le bagad Avel Mor remportent les trois premières places synonymes de qualification à l'épreuve de Saint-Malo. Ils sont accompagnés des trois premiers groupes de la seconde poule, à savoir le bagad Bro Logunec'h, le bagadig Roñsed-Mor, et le bagad Hiziv, ceux-ci ayant décroché des notes allant de 16,49 à 15,97.

### Épreuves d'été à Vannes et Lorient

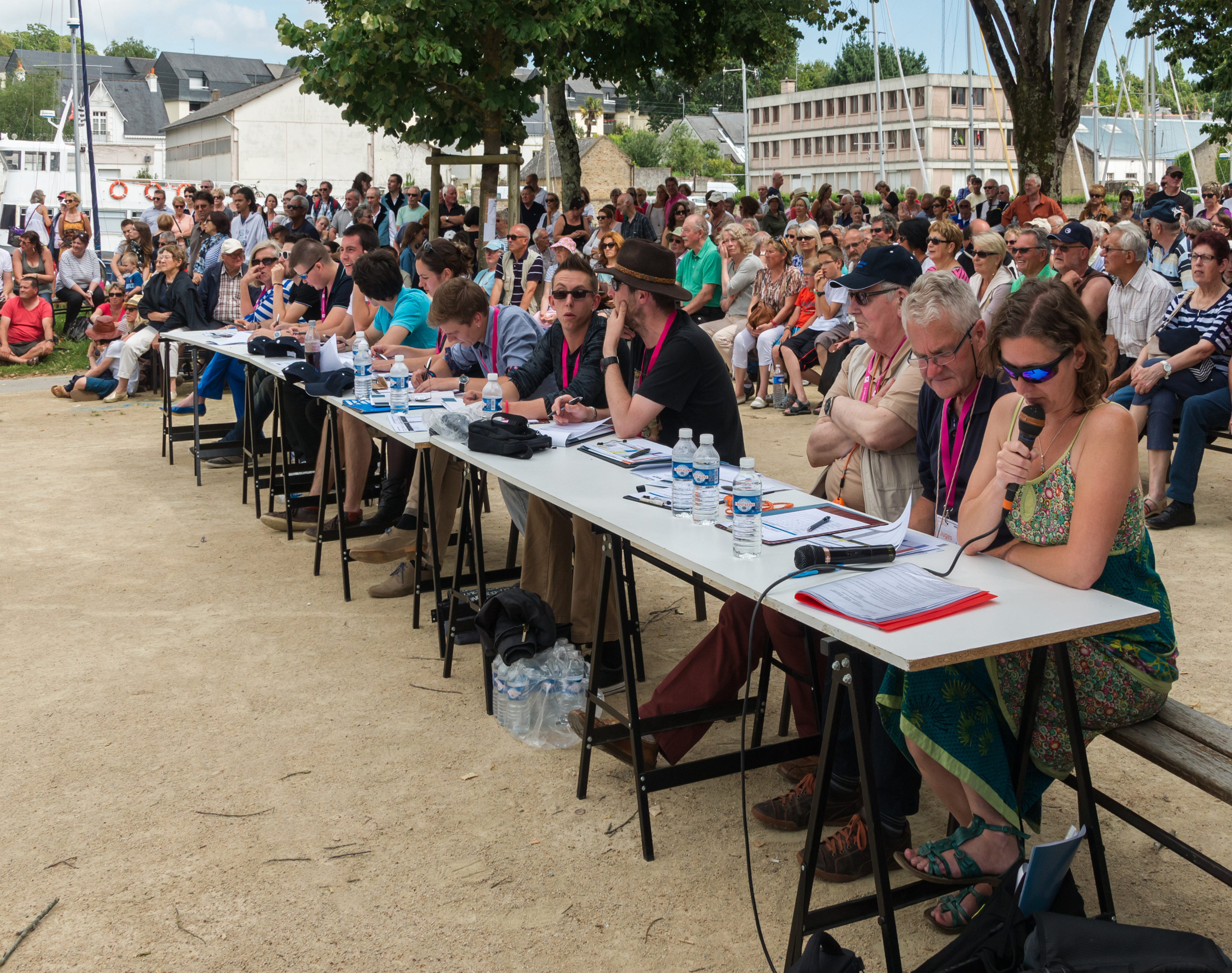
Le jury, Championnat national des bagadoù, 4e catégorie A, 12 juillet 2014, Vannes, Morbihan

La première épreuve qui doit se tenir à Saint-Malo doit finalement être relocalisée. Après qu'ont été envisagés les sites de Pont-l'Abbé et de Carhaix, c'est finalement à Vannes sur le port que se tient l'épreuve « A » le 12 juillet. L'épreuve « B » se déroule pendant le festival interceltique de Lorient le 2 août.

## Cinquième catégorie
Les concours départementaux de 5e catégorie se tiennent dans les différents départements durant le mois de mai. Dans le Finistère, l'étape départementale a lieu le 17 mai à Quimper. Le Bagad Bro Skaer et le Bagadig Bro Kemperle sont à égalité de points et le Bagadig Kemper arrive après. Dans les Côtes-d'Armor, la première manche du concours a lieu le 18 mai 2014 à Pommerit le Vicomte. Le Bagadig Sonerien Bro Dreger finit premier, suivi du Bagadig Panvrid ar Beskont et du Bagad Sant Ké. Dans le Morbihan, le concours, qui a lieu sur le port de Vannes, désigne le bagad de Carnac premier, suivi des bagadoù de Theix et de Sarzeau.
Le concours du championnat a lieu le 14 juillet à Carhaix lors du festival Bagadañs, les qualifications ayant lieu le matin et la finale l'après-midi même.

## Synthèse des résultats
Légende

### Résultats de la première catégorie
| \| Quimper Cap Caval Alre Melinerion Pondi Roñsed-Mor Brieg Quic-en-Groigne Kemperle Pañvrid Elven An Oriant Saint-Nazaire \| Localisation des bagadoù de première catégorie · Quimper compte 3 bagadoù en première catégorie : · Kemper, Penhars et Meilhoù Glaz. |
| Quimper Cap Caval Alre Melinerion Pondi Roñsed-Mor Brieg Quic-en-Groigne Kemperle Pañvrid Elven An Oriant Saint-Nazaire |

| Quimper Cap Caval Alre Melinerion Pondi Roñsed-Mor Brieg Quic-en-Groigne Kemperle Pañvrid Elven An Oriant Saint-Nazaire |

### Résultats de la deuxième catégorie
| Groupe                        | Classement 2013 | Concours de printemps | Concours de printemps | Concours de printemps | Concours d'été | Concours d'été | Concours d'été | Moyenne générale | Classement final |
| Groupe                        | Classement 2013 | Note                  | Pénalité              | Rang                  | Note           | Pénalité       | Rang           | Moyenne générale | Classement final |
| ----------------------------- | --------------- | --------------------- | --------------------- | --------------------- | -------------- | -------------- | -------------- | ---------------- | ---------------- |
| Bagad Plougastell             | 14e             | 16,637                |                       | 1                     | 16,322         |                | 3              | 16,48            | 3                |
| Bagad Beuzeg ar C'hab         | 3e              | 16,625                |                       | 2                     | 17,26          |                | 2              | 16,94            | 1                |
| Bagad Karaez                  | AS              | 16,582                |                       | 3                     | 17,288         |                | 1              | 16,93            | 2                |
| Bagad Sonerien Bro Dreger     | 15e             | 16,271                |                       | 4                     | 16,288         |                | 4              | 16,28            | 4                |
| Bagad Konk Kerne              | 1re             | 15,833                |                       | 5                     | 15,833         |                | 5              | 15,83            | 5                |
| Bagad Landi                   | 8e              | 15,558                |                       | 6                     | 13,734         |                | 8              | 14,65            | 6                |
| Bagad Gwengamp                | AS              | 14,791                |                       | 8                     | 14,500         |                | 7              | 14,65            | 7                |
| Bagad Bro Landerne            | 6e              | 14,675                |                       | 9                     | 14,531         |                | 6              | 14,60            | 8                |
| Bagad Pays des Abers          | 3e              | 14,403                |                       | 10                    | 12,895         |                | 12             | 13,65            | 9                |
| Bagad Glaziked Pouldergat     | 5e              | 13,923                |                       | 11                    | 12,966         |                | 11             | 13,44            | 11               |
| Bagad Bro Felger              | 9e              | 13,772                |                       | 12                    | 13,337         |                | 10             | 13,55            | 10               |
| Bagad Kadoudal                | AS              | 12,804                |                       | 13                    | 12,019         |                | 14             | 12,41            | 14               |
| Bagad Sonerien Bro Montroulez | 7e              | 12,568                |                       | 14                    | 12,484         |                | 13             | 12,53            | 13               |
| Bagad Sant-Ewan Bubry         | AS              | 12,313                |                       | 15                    | 13,442         |                | 9              | 12,88            | 12               |
| Bagad de Cesson-Sévigné       | 4e              | 14,957                |                       | 7                     | -              |                | -              | -                | NC               |

| \| Plougastell Beuzeg ar C'hab Karaez Bro Dreger Konk Kerne Landi Gwengamp Bro Landerne Bro an Aberiou Pouldergat Bro Felger Kadoudal Bro Montroulez Sant-Ewan Bubry Cesson-Sévigné \| Localisation des bagadoù de seconde catégorie. |
| Plougastell Beuzeg ar C'hab Karaez Bro Dreger Konk Kerne Landi Gwengamp Bro Landerne Bro an Aberiou Pouldergat Bro Felger Kadoudal Bro Montroulez Sant-Ewan Bubry Cesson-Sévigné                                                      |

| Plougastell Beuzeg ar C'hab Karaez Bro Dreger Konk Kerne Landi Gwengamp Bro Landerne Bro an Aberiou Pouldergat Bro Felger Kadoudal Bro Montroulez Sant-Ewan Bubry Cesson-Sévigné |

| \| Plougastell Beuzeg ar C'hab Karaez Bro Dreger Konk Kerne Landi Gwengamp Bro Landerne Bro an Aberiou Pouldergat Bro Felger Kadoudal Bro Montroulez Sant-Ewan Bubry Cesson-Sévigné \| Localisation des bagadoù de seconde catégorie. |
| Plougastell Beuzeg ar C'hab Karaez Bro Dreger Konk Kerne Landi Gwengamp Bro Landerne Bro an Aberiou Pouldergat Bro Felger Kadoudal Bro Montroulez Sant-Ewan Bubry Cesson-Sévigné                                                      |

| Plougastell Beuzeg ar C'hab Karaez Bro Dreger Konk Kerne Landi Gwengamp Bro Landerne Bro an Aberiou Pouldergat Bro Felger Kadoudal Bro Montroulez Sant-Ewan Bubry Cesson-Sévigné |

### Résultats de la troisième catégorie
| \| Glazik Kemper Bleidi Kamorh Alre Sant Brieg Pondi Plouha Boulvriag Brest Sant Mark Blouarzel Naoned Eostiged Ar Menez \| Localisation des bagadoù de troisième catégorie · Le bagad Keriz est situé à Clichy dans les Hauts-de-Seine. |
| Glazik Kemper Bleidi Kamorh Alre Sant Brieg Pondi Plouha Boulvriag Brest Sant Mark Blouarzel Naoned Eostiged Ar Menez |

| Glazik Kemper Bleidi Kamorh Alre Sant Brieg Pondi Plouha Boulvriag Brest Sant Mark Blouarzel Naoned Eostiged Ar Menez |